# Division 1 Féminine 2015-2016
La Division 1 Féminine 2015-2016 è stata la 42ª edizione della massima divisione del campionato francese femminile di calcio. Il campionato è iniziato il 30 agosto 2015 e si è concluso il 21 maggio 2016. L'Olympique Lione ha vinto il campionato per il decimo anno consecutivo. Capocannoniere del torneo è stata Ada Hegerberg (Olympique Lione) con 33 reti realizzate.

## Stagione

### Novità
Dalla Division 1 Féminine 2014-2015 sono stati retrocessi in Division 2 Féminine l'Arras, l'Issy e il Metz. Dalla Division 2 Féminine sono stati promossi il La Roche-sur-Yon, il VGA Saint-Maur e il Nîmes Métropole Gard.

### Formato
Le 12 squadre si affrontano in un girone all'italiana con partite di andata e ritorno, per un totale di 22 giornate. La squadra prima classificata è campione di Francia, mentre le ultime tre classificate retrocedono in Division 2. Le prime due classificate sono ammesse alla UEFA Women's Champions League.

## Squadre partecipanti
| Club                | Stagione | Città                 | Stadio                | Stagione 2014-2015              |
| ------------------- | -------- | --------------------- | --------------------- | ------------------------------- |
| ASPTT Albi          | dettagli | Albi                  | Stadio Maurice Rigaud | 9º posto in Division 1          |
| Guingamp            | dettagli | Guingamp              | Stadio Fred Aubert    | 5º posto in Division 1          |
| FCF Juvisy          | dettagli | Juvisy-sur-Orge       | Stadio Georges Maquin | 3º posto in Division 1          |
| La Roche-sur-Yon    | dettagli | La Roche-sur-Yon      | Stade de Saint André  | 1º posto in Division 2 gruppo B |
| Montpellier         | dettagli | Montpellier           | Stadio Jules Rimet    | 4º posto in Division 1          |
| Nîmes               | dettagli | Nîmes                 | Stade du Mas Praden   | 1º posto in Division 2 gruppo C |
| Olympique Lione     | dettagli | Lione                 | Stade de Gerland      | Campione di Francia             |
| Paris Saint-Germain | dettagli | Parigi                | Stadio Charléty       | 2º posto in Division 1          |
| Rodez               | dettagli | Rodez                 | Stadio Paul Lignon    | 7º posto in Division 1          |
| Saint-Étienne       | dettagli | Saint-Étienne         | Stadio Léon Nautin    | 8º posto in Division 1          |
| Soyaux              | dettagli | Soyaux                | Stadio Léo Lagrange   | 6º posto in Division 1          |
| VGA Saint-Maur      | dettagli | Saint-Maur-des-Fossés | Stadio Adolphe Chéron | 1º posto in Division 2 gruppo A |

## Classifica finale
Fonte: sito ufficiale
|  | Pos. | Squadra             | Pt | G  | V  | N | P  | GF  | GS | DR   |
|  | ---- | ------------------- | -- | -- | -- | - | -- | --- | -- | ---- |
|  | 1.   | Olympique Lione     | 82 | 22 | 19 | 3 | 0  | 115 | 4  | +111 |
|  | 2.   | Paris Saint-Germain | 79 | 22 | 18 | 3 | 1  | 75  | 13 | +62  |
|  | 3.   | Montpellier         | 71 | 22 | 15 | 4 | 3  | 58  | 11 | +47  |
|  | 4.   | FCF Juvisy          | 70 | 22 | 15 | 3 | 4  | 49  | 19 | +30  |
|  | 5.   | Rodez               | 52 | 22 | 9  | 3 | 10 | 33  | 47 | -14  |
|  | 6.   | Saint-Étienne       | 51 | 22 | 8  | 5 | 9  | 31  | 38 | -7   |
|  | 7.   | Soyaux              | 47 | 22 | 7  | 4 | 11 | 27  | 51 | -24  |
|  | 8.   | Guingamp            | 47 | 22 | 8  | 1 | 13 | 26  | 60 | -34  |
|  | 9.   | ASPTT Albi          | 45 | 22 | 6  | 5 | 11 | 25  | 44 | -19  |
|  | 10.  | La Roche-sur-Yon    | 38 | 22 | 5  | 1 | 16 | 24  | 58 | -34  |
|  | 11.  | VGA Saint-Maur      | 30 | 22 | 2  | 2 | 18 | 22  | 78 | -56  |
|  | 12.  | Nîmes               | 29 | 22 | 1  | 4 | 17 | 17  | 79 | -62  |

Legenda:
      Campione di Francia e ammessa alla UEFA Women's Champions League 2016-2017.
      Ammessa alla UEFA Women's Champions League 2016-2017.
      Retrocesse in Division 2.
Note:
Quattro punti a vittoria, due a pareggio, uno a sconfitta.

## Risultati

### Tabellone
|                  | Alb  | Gui  | Juv  | Lar  | Mon  | Nîm  | Oly  | PSG  | Rod  | Sai  | Soy  | VGA  |
| ---------------- | ---- | ---- | ---- | ---- | ---- | ---- | ---- | ---- | ---- | ---- | ---- | ---- |
| Albi             | –––– | 1-0  | 1-2  | 1-1  | 2-1  | 2-1  | 0-4  | 2-3  | 0-0  | 0-3  | 0-0  | 4-2  |
| Guingamp         | 3-2  | –––– | 0-3  | 1-0  | 1-2  | 1-0  | 0-8  | 1-4  | 4-1  | 3-1  | 0-1  | 5-2  |
| Juvisy           | 3-0  | 5-0  | –––– | 2-0  | 1-2  | 5-0  | 0-1  | 0-5  | 3-0  | 2-1  | 4-1  | 2-0  |
| La Roche-sur-Yon | 0-3  | 1-0  | 0-4  | –––– | 0-2  | 3-1  | 0-5  | 1-5  | 0-3  | 2-3  | 2-3  | 4-1  |
| Montpellier      | 3-0  | 3-0  | 1-3  | 2-0  | –––– | 1-0  | 0-0  | 1-2  | 4-0  | 1-0  | 7-0  | 5-0  |
| Nîmes MG         | 1-1  | 0-2  | 0-3  | 2-4  | 0-7  | –––– | 0-10 | 0-5  | 2-4  | 1-2  | 2-2  | 3-2  |
| O. Lione         | 6-0  | 12-0 | 2-0  | 6-0  | 1-1  | 9-0  | –––– | 5-0  | 5-0  | 5-0  | 7-1  | 8-1  |
| Paris SG         | 3-0  | 6-0  | 2-2  | 4-0  | 0-0  | 8-0  | 0-0  | –––– | 5-0  | 3-0  | 3-0  | 7-0  |
| Rodez            | 2-2  | 2-0  | 1-1  | 3-2  | 0-3  | 3-1  | 0-6  | 0-1  | –––– | 1-0  | 2-3  | 5-2  |
| Saint-Étienne    | 2-1  | 1-1  | 2-2  | 3-0  | 1-1  | 2-2  | 0-3  | 0-4  | 3-0  | –––– | 1-2  | 2-2  |
| Soyaux           | 3-0  | 4-1  | 0-1  | 2-3  | 0-6  | 0-0  | 1-5  | 0-2  | 0-2  | 1-2  | –––– | 2-0  |
| VGA Saint-Maur   | 1-3  | 1-3  | 0-1  | 2-1  | 0-5  | 3-1  | 0-7  | 1-3  | 0-4  | 1-2  | 1-1  | –––– |

## Statistiche

### Classifica marcatrici
Fonte: sito ufficiale
| Gol |  |  | Giocatore             | Squadra         |
| --- |  |  | --------------------- | --------------- |
| 33  |  |  | Ada Hegerberg         | Olympique Lione |
| 15  |  |  | Cristiane             | Paris SG        |
| 14  |  |  | Lotta Schelin         | Olympique Lione |
| 12  |  |  | Marie-Laure Delie     | Paris SG        |
| 12  |  |  | Julie Peruzzetto      | Saint-Étienne   |
| 11  |  |  | Marie-Charlotte Léger | Montpellier     |
| 11  |  |  | Desire Oparanozie     | Guingamp        |
| 11  |  |  | Gaëtane Thiney        | FCF Juvisy      |